# Васильковский заказник
Васильковский заказник — государственный зоологический (охотничий) заказник.
Создан в 1973 году. Находится в Приморском крае, в юго-восточной его части (Ольгинский район) на площади 34 тыс. га. Заказник вытянут вдоль побережья Японского моря.
На территории заказника произрастает 28 видов редких растений. На береговых скалах обитает такое редкое животное как горал.
На территории заказника запрещены все виды охоты, устройство туристических стоянок и лагерей.